# Edmund von Hellmer (Richter)
Edmund von Hellmer (* 28. Juni 1873 in Wien; † 28. November 1950 ebenda) war ein österreichischer Richter, Musikschriftsteller und Journalist.

## Leben
Edmund Hellmer, Sohn des gleichnamigen Bildhauers, besuchte das Akademische Gymnasium, wobei Hugo von Hofmannsthal sein Klassenkamerad war, und absolvierte ein Studium der Rechtswissenschaft an der Universität Wien. 1898 trat er seinen Dienst beim Bezirksgericht Wieden an und war anschließend an verschiedenen Orten als Richter tätig. Zuletzt war er ab 1938 Präsident des Landesgerichtes Wien II.
Neben seiner juristischen Berufslaufbahn war Edmund auch als Schriftsteller und Journalist tätig. Er war Mitarbeiter der Ostdeutschen Zeitung, Schriftleiter der Deutschen Zeitung und von 1911 bis 1938 Mitarbeiter der Neuen Freien Presse.
Hellmer war mit Hugo Wolf befreundet und Mitbegründer des Hugo-Wolf-Vereins sowie von 1938 bis 1945 Präsident des Goethe-Vereins.

## Schriften
- Gesammelte Aufsätze über Hugo Wolf 1 (1898)
- Gesammelte Aufsätze über Hugo Wolf 1 (1899)
- Der Corregidor von Hugo Wolf (1900)
- Hugo Wolf. Briefe an E. Kaufmann (1903)
- Hugo Wolf, eine Persönlichkeit in Briefen, Familienbriefe (1912)
- Hugo Wolf. Erlebtes und Erlauschtes (1921)

Quelle: